# Aartsbisdom Bamberg
Het Aartsbisdom Bamberg (Duits: Erzbistum Bamberg; Latijn: Archidioecesis Bambergensis) omvat grote delen van de regio's Opper-Franken en Middel-Franken alsmede een klein deel van Neder-Franken (Iphofen) in Duitsland.

## Geschiedenis
Keizer Hendrik II bewerkstelligde op de rijkssynode van 1007 te Frankfurt de vorming van het nieuwe bisdom Bamberg uit delen van de bisdommen Eichstätt en Würzburg. Zie ook prinsbisdom Bamberg.
Bij de kerkelijke herindeling van 1818 werd Bamberg zetel van een aartsbisschop met de suffragaanbisdommen Eichstätt, Speyer en Würzburg.

## Kathedraal

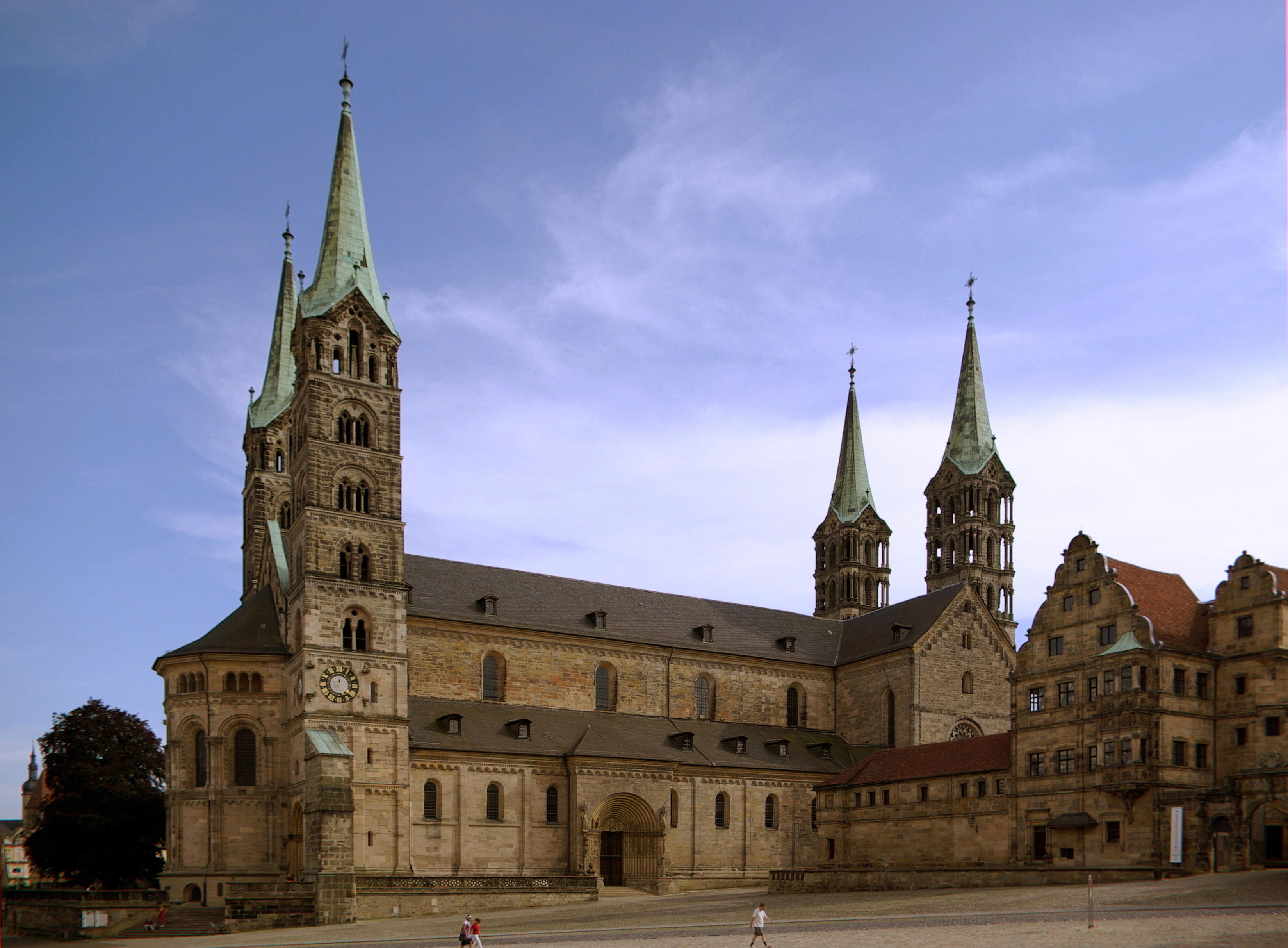
de Dom van Bamberg

Kathedraal van het Aartsbisdom is de Bamberger Dom St. Peter und St. Georg waarvan de bouwgeschiedenis teruggaat tot het begin van de 11e eeuw.

## Indeling

### Dekenaten
- Ansbach
- Auerbach
- Bamberg
- Bayreuth
- Burgebrach
- Coburg
- Ebermannstadt
- Erlangen
- Forchheim
- Fürth
- Hallstadt/Scheßlitz
- Hirschaid
- Höchstadt an der Aisch
- Hof
- Kronach
- Kulmbach
- Lichtenfels
- Neunkirchen/Sand
- Neustadt
- Neurenberg
- Teuschnitz